# Ramat Eshkol

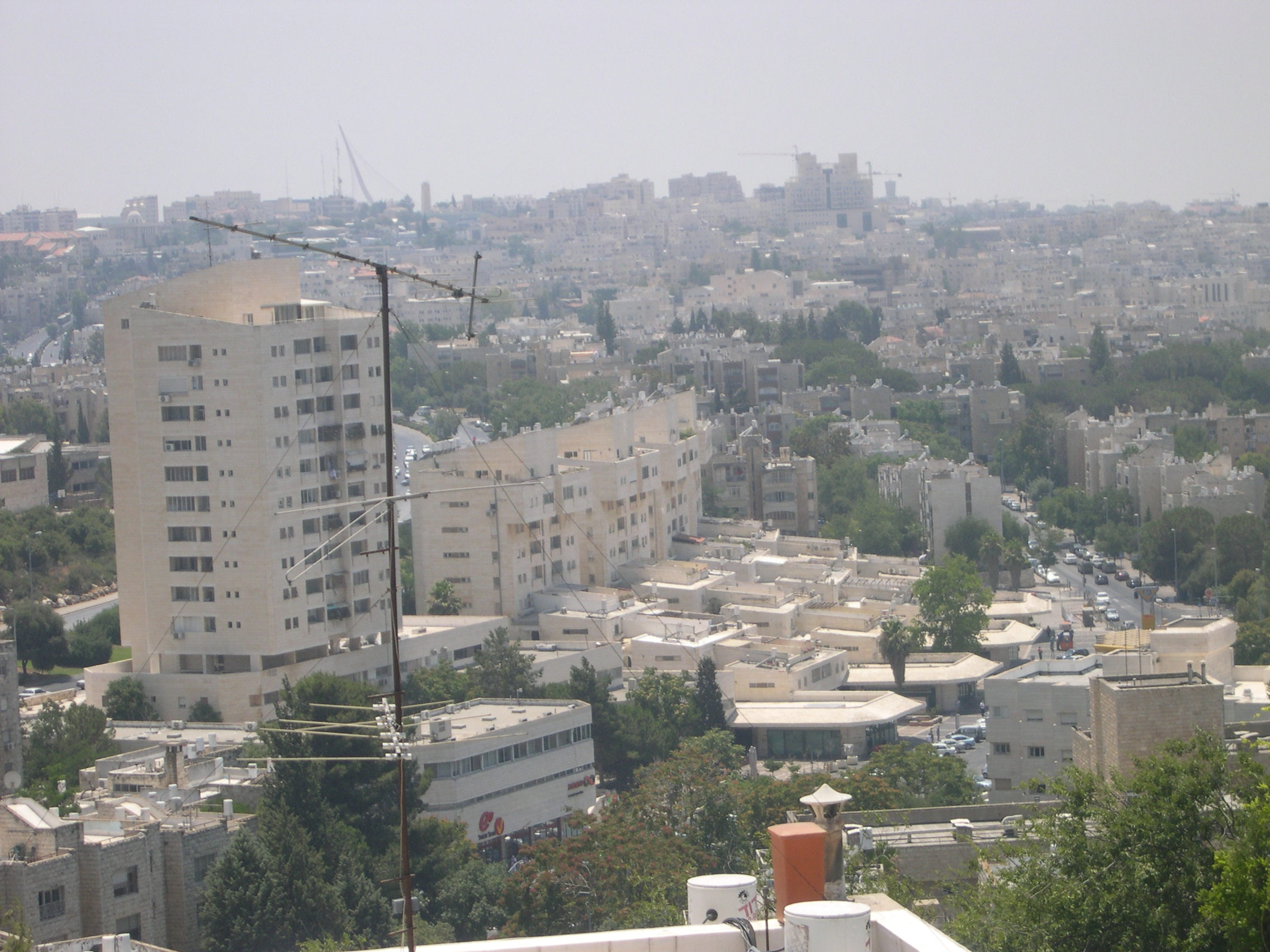
Blick auf die Paranstraße, Ramat Eshkol

Ramat Eshkol (hebräisch רָמַת אֶשְׁכּוֹל ‚Eschkol-Höhe‘, auch 
רָמוֹת אֶשְׁכּוֹל Ramōt Eschkōl, deutsch ‚Eschkol-Höhen‘) ist ein Stadtteil im Ostteil Jerusalems. Dort leben 3573 Menschen (Stand: 2010). Benannt ist er nach Levi Eschkol, der von 1963 bis 1969 Ministerpräsident des Staates Israel war.

## Geschichte
Mit dem Bau des Stadtteils wurde 1968 begonnen. Er war die erste israelische Siedlung in Ost-Jerusalem, die nach dem Sechstagekrieg, in dem Ost-Jerusalem und das Westjordanland unter israelische Kontrolle gerieten, errichtet wurde. Zuvor hatte das Land, auf dem der neue Stadtteil entstand, zum arabischen Dorf Shuafat gehört. Im Januar 1970 zogen die ersten Bewohner in Ramat Eshkol ein.
In den 1980er Jahren und 1990er Jahren zogen viele ultraorthodoxe jüdische Familien nach Ramat Eshkol. Inzwischen stellen sie die Mehrheit seiner Bewohner. Ihr Bestreben, den Alltag in diesem Stadtteil gemäß ihrer Lebensweise zu gestalten, führte mehrfach zu Konflikten mit säkularen Juden.